# Doaktown

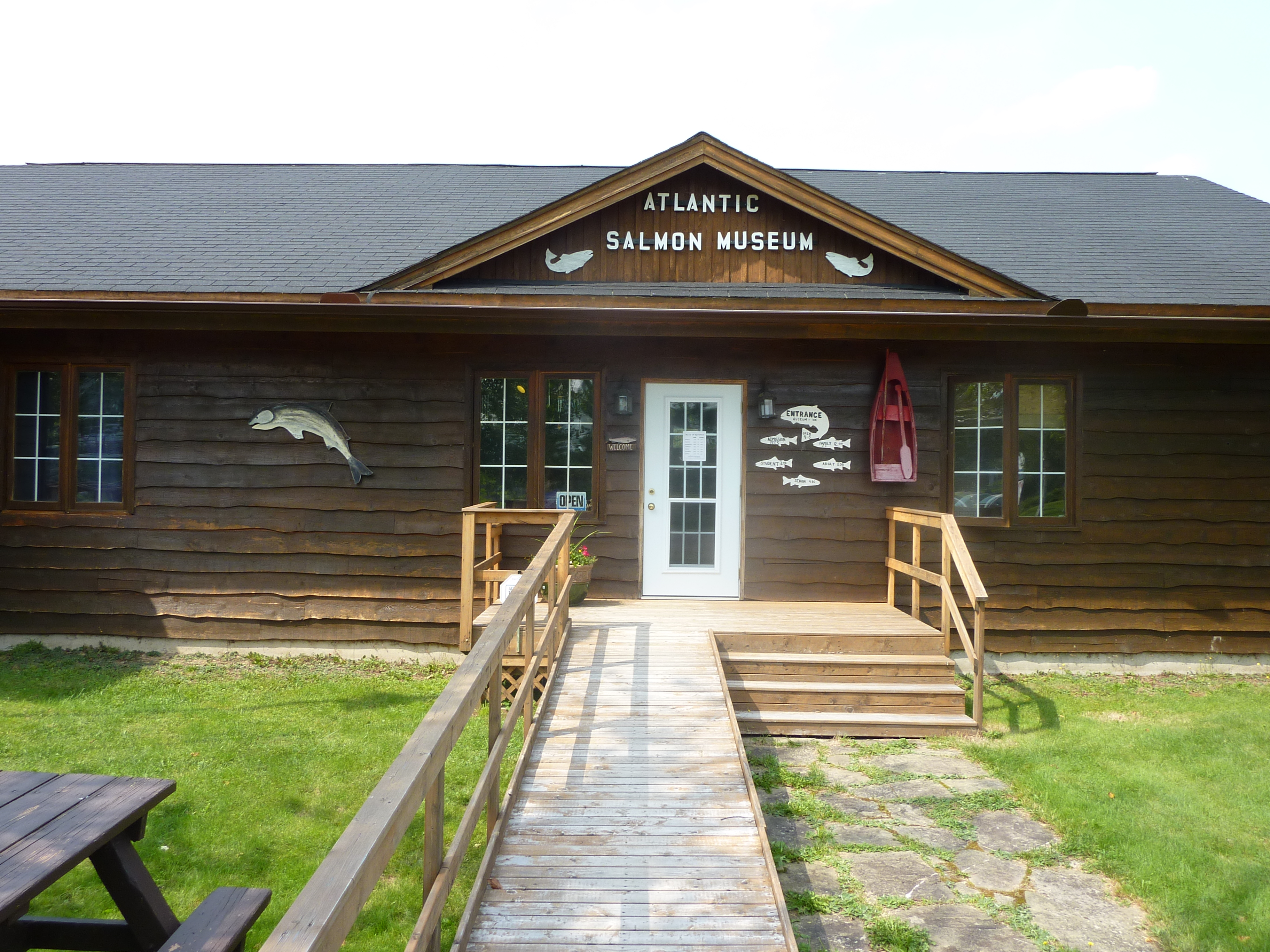
Atlantic Salmon Museum

Doaktown ist ein Dorf in der kanadischen Provinz New Brunswick. Der Ort hat 792 Einwohner (Stand: 2016). 2011 betrug die Einwohnerzahl 793.

## Geografie
Doaktown liegt im Northumberland County direkt am Miramichi River. Rund 30 Kilometer nordöstlich befindet sich Blackville. Fredericton, die Provinzhauptstadt von New Brunswick liegt im Südwesten und ist ca. 80 Kilometer entfernt.  Die  Verbindungsstraßen New Brunswick Route 8 und New Brunswick Route 123 treffen sich in der Ortsmitte.

## Geschichte
Erste Siedler ließen sich Ende des 18. Jahrhunderts in der Gegend nieder, jedoch erst mit der Eröffnung eines Postamtes im Jahr 1868 erhielt der Ort den Namen Doaktown. Damit wurde gleichzeitig der aktivste Siedler Robert Doak, der aus Ayrshire in Schottland stammte, geehrt. Robert Doak war auch der Gründer und Besitzer zahlreicher Sägewerke, Wassermühlen sowie Getreidemühlen und bedeutender Arbeitgeber des Ortes. Auch in den folgenden Jahren blieb die Holzindustrie ein maßgebender Wirtschaftszweig. Zusätzlich gewinnt der Tourismus an Einfluss, da wegen des Reichtums an Lachsen (Salmo salar) im Miramichi River viele Angler nach Doaktown kommen. Wegen der zentralen Lage bezeichnet sich der Ort zuweilen als Heart of the Miramichi River Valley (Herz des Miramichi Flusstals). In der Nähe führt eine Fußgängerbrücke über den Fluss. In Doaktown ist auch ein Salmon Museum angesiedelt.

## Historische Anlagen
Doaktown verfügt über einige historisch wertvolle Gebäude und Plätze, die auf der List of historic places in Northumberland County, New Brunswick verzeichnet sind:
- Bamford Rock
- Bamford Store
- William A. Bamford Residence
- Doak House
- Doaktown's First School
- Akerley Holmes Residence
- William R. MacKinnon Residence
- Old Baptist Chapel Cemetery
- Our Lady of Lourdes Roman Catholic Church
- William Russel Residence
- St. Andrew's Anglican Church
- Frank Swim Residence

## Galerie

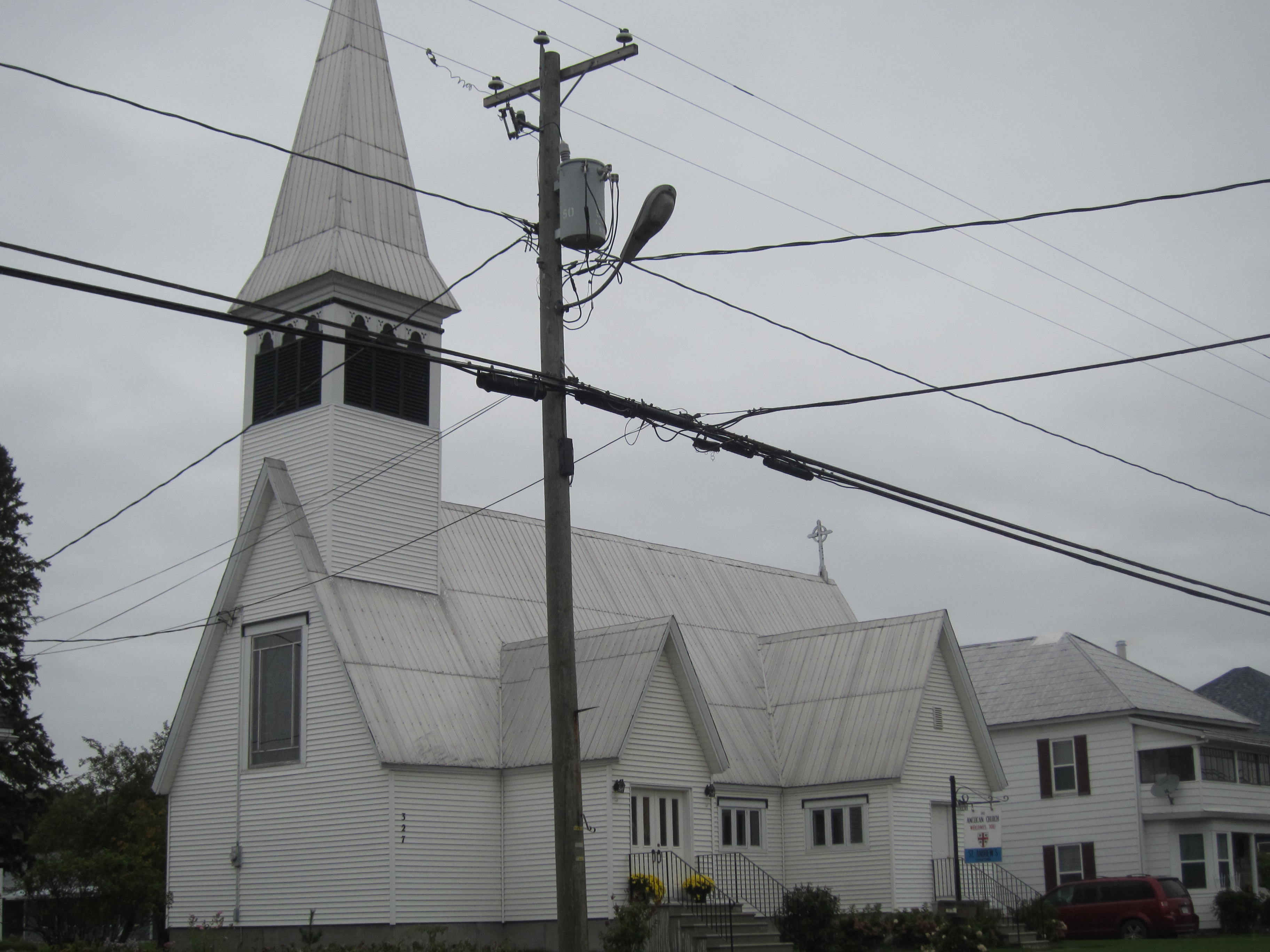
St Andrew's Anglican Church
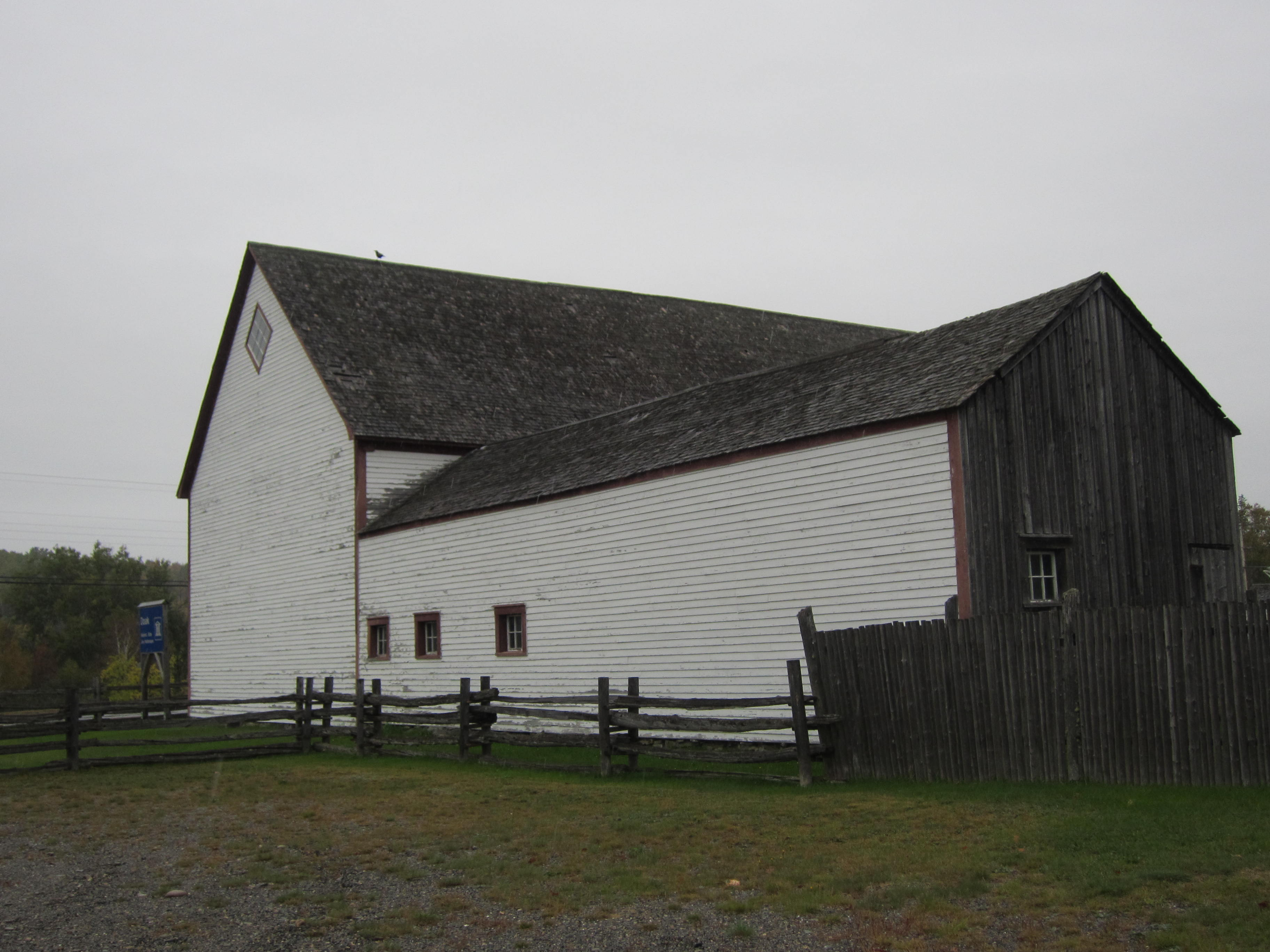
Doak House
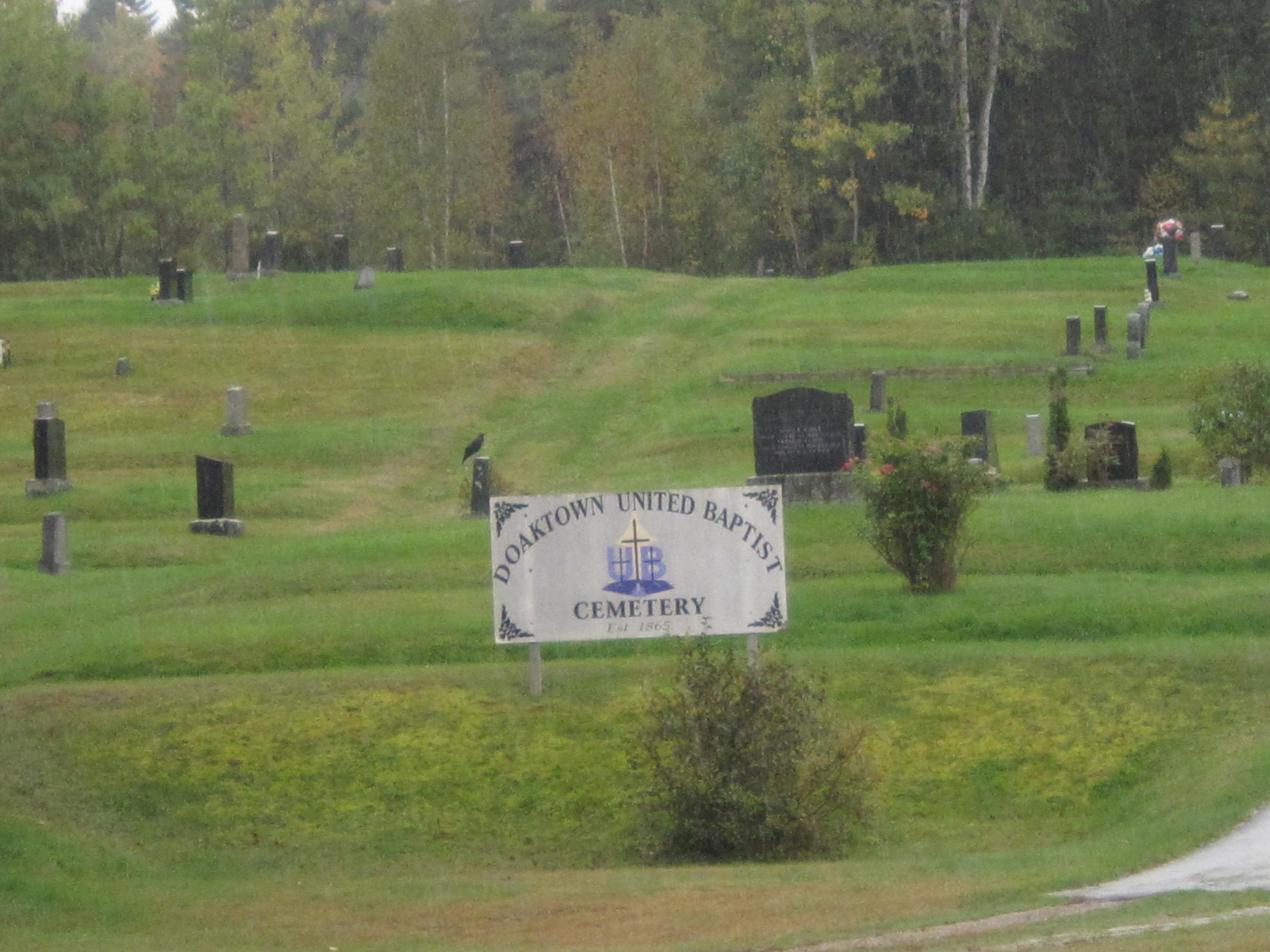
Old Baptist Chapel Cemetery
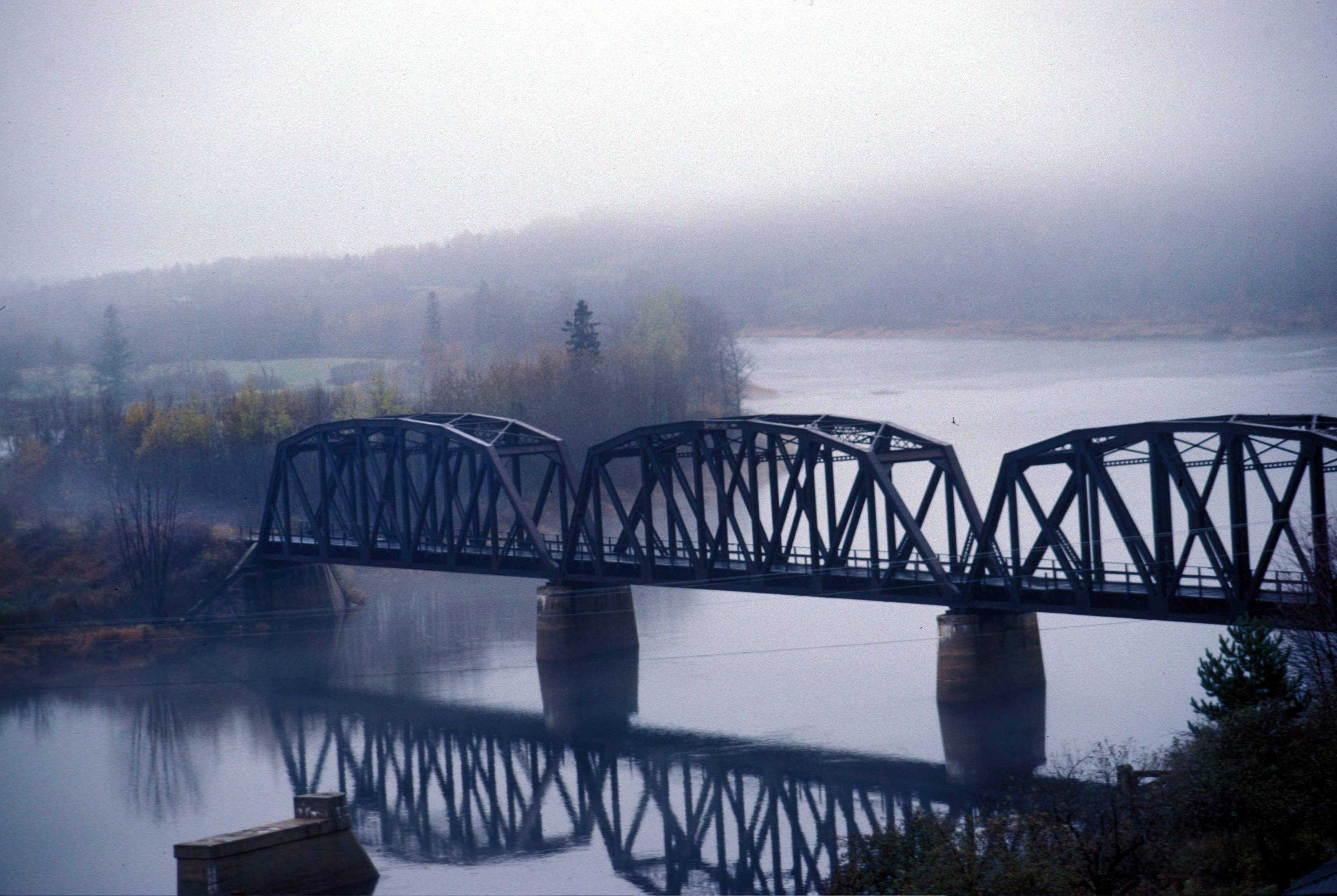
Brücke über den Miramichi River
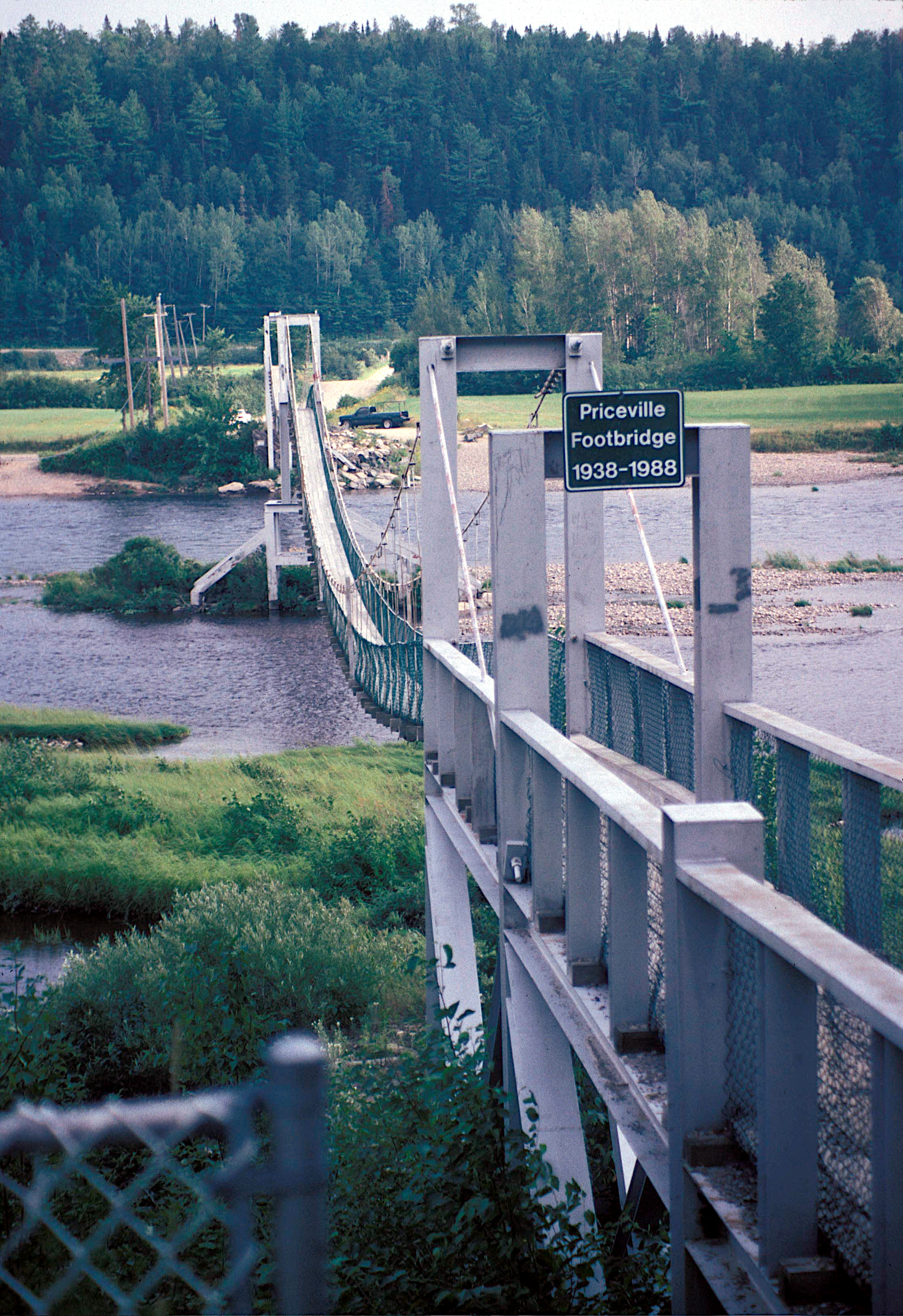
Fußgängerbrücke über den Miramichi River